# Riisme
El riisme és una proposta de modificació de l'esperanto que té a veure amb el gènere gramatical.

## Característiques generals
- El pronom personal 'ri' substitueix 'li' (ell) o ŝi (ella) quan el sexe no sigui conegut o rellevant.
- Un nou sufix -iĉ- (masculí) es fa servir de manera similar a l'actual -in- (femení), amb la qual cosa el mot sense sufix no indica sexe. No es farà servir cap dels sufixos si el sexe no és rellevant.

## Arguments a favor del riïsme
El riïsme utilitza una forma similar a altres idiomes, com una tercera persona del singular que no indica el sexe.
Ja hi ha obres escrites en les quals el sufix -iĉ- s'utilitza, com ara "Sur la linio" ('Sobre la línia'), de Jorge Camacho.

## Contraarguments
La majoria dels fonaments del riisme es veuen com incompatibles amb el Fundamento de Esperanto per part dels no riïstes. La creació de nous sufixos no va contra aquest (de fet, hi ha alguns sufixos posteriors al fonament), però el canvi de significat de les paraules sense sufix es considera incompatible.
- Es pot fer servir el pronom ĝi per a casos de sexe desconegut.
- El pronom personal 'ri' és massa difícil de distingir per als asiàtics.